# Pilar de Torres Luna
Pilar de Torres Luna (Bayarque, 28 de octubre de 1937-?, diciembre de 2018) fue una geógrafa y catedrática española, destacada por su labor docente e investigadora en el campo de la geografía humana y rural.

## Trayectoria
Se licenció en Filosofía y Letras por la Universidad de Zaragoza en 1961, y se doctoró en Geografía por la Universidad de Navarra en 1967 con la tesis La Navarra húmeda del Noroeste, un estudio representativo de las investigaciones en geografía agraria inspiradas en la tradición francesa. En 1968, se incorporó a la Universidad de Santiago de Compostela y en 1981 se convirtió en catedrática de Geografía de España. Participó en la creación del Departamento de Geografía junto a Miralbés Bedera y dirigió diversas investigaciones alrededor de la geografía regional del mundo, la geografía de Galicia, la geografía social y religiosa y la geografía de los asentamientos humanos.
Mantuvo vínculos académicos con grupos de geografía social de Francia y colaboró con la Junta de Galicia en investigaciones relacionadas con los Caminos de Santiago. Fue miembro del comité científico de varias revistas como Estudios Migratorios, Nimbus y A Estrada y miembro de la Real Sociedad Geográfica. Publicó 24 libros, algunos de los cuales fueron reeditados, y más de 200 artículos en revistas nacionales e internacionales. Entre sus obras destacadas se encuentra la coordinación de varias Geografías de Galicia y el libro A montaña galega: O home e o medio.

## Reconconocimientos
En 1981 recibió el premio Catedrático Investigador de la Diputación Provincial de Pontevedra. Fue miembro vitalicio de la Asociación de Geógrafos Españoles, de la Société Jean Bodin de Bélgica y académica de la Real y Pontificia Academia Auriense Mindoniense de San Rosendo.
En 2020, fue incluida dentro del proyecto “Mujeres Investigadoras en los Archivos Estatales (1900-1970)” para la descripción archivística y creación de un micrositio específico en el Portal de Archivos Españoles (PARES), desarrollado entre 2020-2023. Este proyecto ha sido impulsado por la Subdirección General de Archivos Estatales, con el objetivo visibilizar la labor de investigación realizada en España por las mujeres en el intervalo 1900-1970 partiendo de los registros documentales que se conservan en los Archivos de Gestión de los AAEE del Ministerio de Cultura (el Archivo Histórico Nacional, el Archivo de la Corona de Aragón, el Archivo General de Simancas, el Archivo General de Indias, el Archivo de la Real Chancillería de Valladolid, el Archivo General de la Administración y el Centro de Información Documental de Archivos).

## Obra
- La Navarra húmeda del noroeste. Estudio geográfico de la ganadería, 1971.
- Un modelo de encuesta rural para Galicia, 1981.
- A montaña galega. O home e o medio, 1993.
- Parroquias y arciprestazgos de Galicia, 1994.
- Geografía de Galicia, 2000-2002.
- Estudio geográfico del Atlas de Lázaro Luis del año 1563. Códice de la Academia das Ciencias de Lisboa, 2004.

Colectivas
- Fotobiografia del Cardenal Quiroga Palacios, con Leonardo Lemos Montanet